# 新波利亞納
48°40′47″N 32°23′2″E / 48.67972°N 32.38389°E
新波利亞納（烏克蘭語：Новополяна），是烏克蘭中部的村莊，隸屬基洛夫格勒州的克羅皮夫尼茨基區。該村面積0.65平方公里，海拔高度186米，2001年人口67，人口密度每平方公里103.1人。